# تندیس اسماعیل سامانی (دوشنبه)
تندیس اسماعیل سامانی در دوشنبه (به خط تاجیکی: Муҷассамаи Исмоили Сомонӣ)، با نام رسمی مجتمع یادگاری آشتی ملی و احیای تاجیکستان با مجسمه اسماعیل سامانی مجسمه‌ای است از امیر سامانی، اسماعیل یکم که در میدان دوستی، خیابان رودکی، شهر دوشنبه پایتخت تاجیکستان، قرار دارد.
این تندیس ۱۳ متر و طاقی که پشت سر امیر ماضی قرار دارد، ۴۳ متر است. دو شیر نیز در اطراف مجسمه دیده می‌شود که نشان «استواری دولت، رضایت ملی و پاسدار صلح» هستند. این یادمان در سال ۱۹۹۹ میلادی، در میدان دوستی (سابقا شناخته شده با نام‌های میدان لنین و میدان آزادی)، به مناسب ۱۱۰۰ سالگی دولت سامانی بنیان گذاشته شد و نام میدان نیز به میدان دوستی تغییر کرد.
حسن روحانی و محمد خاتمی، از جمله مقامات رسمی جمهوری اسلامی هستند که از این مجسمه بازدید کرده‌اند.